# ヤブツルアズキ
ヤブツルアズキ（藪蔓小豆、学名: Vigna angularis var. nipponensis）は、マメ科ササゲ属のつる性の一年草。中国名は、野豇豆。
アズキは本変種の分類上の基本種（基準変種）になるが、系統的には本変種から東アジアで栽培化されたものと考えられている。

## 名前の由来
和名ヤブツルアズキは、「藪蔓アズキ」の意で、基本種（基準変種）のアズキは栽培種で茎が直立し、つる性にならないのに対し、本変種は野生種、すなわち「藪に生えるつる性になるアズキ」、「藪蔓小豆」を意味する。

## 分布と生育環境
日本では、本州（青森県日本海側以南）、四国、九州に分布し、日当たりのよい原野の草地や林縁の草地に生育する。日本国外では、朝鮮半島、中国大陸、ベトナム、ミャンマー、ネパール、ブータンに分布する。

## 形態・生態
つる性の一年生草本。茎は長さ3メートル (m) 以上になり、つるになって他にからみつき、全草に黄褐色の開出する粗い長毛が生える。葉は互生し、長い葉柄のある3出複葉で、頂小葉は側小葉より大きい。小葉は狭卵形から卵形で、長さ3 - 10センチメートル (cm) 、幅2 - 8 cmになり、葉縁は全縁か基部近くが浅く3裂し、先端は急に鋭くとがり、基部は鈍形で短い葉柄がある。葉の両面に黄褐色の長毛が生える。葉柄の基部に托葉があり、狭卵状長楕円形で長さ7 - 10ミリメートル (mm) になり、粗い毛が密生する。
花期は8 - 9月。葉腋から花序柄を出し総状花序の変形である偽総状花序をつけ、2 - 10個の黄色い花をつける。萼は4裂する。小苞葉は萼より長い。マメ科らしくない形の花で、形・大きさともノアズキ（別名：ヒメクズ、学名: Dunbaria villosa）に似ている。花冠は黄色で、長さ幅ともに15 - 18 mmになる。旗弁は左右非相称で、竜骨弁は2枚が合着して2分の1から4分の3回転し、右側の翼弁は竜骨弁を抱き、左側の翼弁は左側に突き出た竜骨弁の距にかぶさる。雄蕊10個と雌蕊1個は竜骨弁の中にあり、同様に曲がる。竜骨弁と花柱の先端は嘴（くちばし）状に伸長する。
果実は線形の豆果で垂れ下がり、無毛、長さ4 - 9 cm、幅約4 mmの細長い筒状になり、6 - 14個の種子を入れ、晩秋に緑色から黒緑褐色に熟して莢が乾燥するとともにねじれて裂開し、種子を散布する。種子は短円柱形または長楕円形で、長さ3 - 5.5 mm、幅2 - 4 mm、厚さ2 - 3.5 mmになり、アズキより小さい。色は褐色から暗紫褐色で、へそは線形で仮種皮は細く、盛り上がらない。
現代のアズキの原種とされているが、アズキは茎が直立して無毛、豆の大きさはアズキのほうが遙かに大きいなどの相違点が見られる。

## 食用
アズキと同様に、豆が食用になる。種子を数分ほど煮て一度煮汁を茹でこぼし、再度、豆がやわらかくなるまで煮て押しつぶし、砂糖を加えてしばらく煮るとお汁粉になる。また、米と一緒に炊き上げるとアズキを使った赤飯と同様の仕上がりになる。双方ともアズキを使ったときと変わらない色と味わいになるが、豆が小さいので大量にいる。

## ギャラリー
- 旗弁は左右非相称、竜骨弁はクルリと回転し、右翼弁は竜骨弁を抱き、左翼弁は竜骨弁の距にかぶさる。
- 垂れ下がる若い豆果。
- 黒緑褐色に熟した豆果。
- 上は熟し、ねじれて裂開したさやと種子。下は完熟する前のさやと種子。敷いた葉は別種のもの。